# 奥克·塞法特
奥克·塞法特（瑞典語：Åke Seyffarth，1919年12月15日—1998年1月1日），瑞典男子速度滑冰运动员。他曾代表瑞典获得1948年冬季奥运会速度滑冰比赛男子10000米金牌和1500米银牌。他也曾从事自行车运动，但在1943年后放弃了该运动。